# Jirigalangtu (köping i Kina, lat 40,79, long 107,95)
Jirigalangtu (kinesiska: 吉日嘎郎图, 吉日嘎郎图镇) är en köping i Kina. Den ligger i den autonoma regionen Inre Mongoliet, i den norra delen av landet, omkring 310 kilometer väster om regionhuvudstaden Hohhot.
Genomsnittlig årsnederbörd är 322 millimeter. Den regnigaste månaden är juni, med i genomsnitt 88 mm nederbörd, och den torraste är januari, med 1 mm nederbörd.